# Portugalia na Letnich Igrzyskach Olimpijskich 1980
Portugalię na Letnich Igrzyskach Olimpijskich 1980 reprezentowało 11 zawodników: 10 mężczyzn i jedna kobieta. Był to 15 start reprezentacji Portugalii na letnich igrzyskach olimpijskich.

## Skład kadry

### Boks
Mężczyźni
- João Manuel Miguel waga papierowa do 48 kg – 9. miejsce,

### Gimnastyka
Kobiety
- Maria Avelina Alvarez

wielobój indywidualnie – 61. miejsce,
ćwiczenia wolne – 61. miejsce,
skok przez konia – 56. miejsce,
ćwiczenia na poręczach – 61. miejsce,
ćwiczenia na równoważni – 51. miejsce,

### Judo
Mężczyźni
- João Paulo Mendonça – waga do 60 kg – 9. miejsce,
- José António Branco – waga do 65 kg – 13. miejsce,
- António Roquete – waga do 78 kg – 10. miejsce,

### Lekkoatletyka
Mężczyźni
- João Campos – bieg na 1500 m – odpadł w półfinale,
- José Sena – bieg na 3000 m z przeszkodami – nie ukończył biegu eliminacyjnego,
- Anacleto Pinto – maraton – 16. miejsce,

### Pływanie
Mężczyźni
- Paulo Frischknecht

200 m stylem dowolnym – odpadł w eliminacjach,
100 m stylem motylkowym – odpadł w eliminacjach,
- Rui Abreu

100 m stylem dowolnym – odpadł w eliminacjach,
200 m stylem dowolnym – odpadł w eliminacjach,
100 m stylem grzbietowym – odpadł w eliminacjach,

### Podnoszenie ciężarów
Mężczyźni
- Raúl Diniz – waga do 52 kg – 13. miejsce,